# Tomasz Pauszek
Tomasz Paweł Pauszek (ur. 7 maja 1978 w Bydgoszczy) – kompozytor, dyrygent, producent, wykonawca muzyki elektronicznej i instrumentalnej. Twórca kompozycji autorskich, jak również muzyki do bibliotek muzycznych, telewizji, radia i mediów internetowych.

## Edukacja
Jest absolwentem Akademii Bydgoskiej (obecnie Uniwersytet Kazimierza Wielkiego w Bydgoszczy) na kierunku Edukacja Artystyczna w zakresie sztuki muzycznej ze specjalnością dyrygentura.

## Działalność artystyczna
Zaczynał jako producent muzyczny w 1999 roku. W latach 2000–2004 był współorganizatorem oraz członkiem jury Bydgoskiego Festiwalu Muzyki Elektronicznej „Synth Art Festival”.
W latach 2004–2011 regularnie uczestniczył i grał koncerty w ramach Warsaw Electronic Festival. Tworzy muzykę do programów telewizyjnych, bibliotek muzycznych oraz do gier.
Jest autorem autorskich płyt, oscylujących brzmieniowo wokół szeroko pojętej elektroniki, chilloutu i muzyki filmowej. Przez cały okres kariery aktywnie koncertuje, traktując każdy występ jako osobny, niezależny, osobiście wymyślony i wyreżyserowany projekt, naszpikowany laserami, światłami oraz najnowszymi multimediami.

## Dyskografia
| Nazwa Projektu                                      | Album                       | Rok Wydania | Wydawnictwo                   | Źródło                             |
| --------------------------------------------------- | --------------------------- | ----------- | ----------------------------- | ---------------------------------- |
| Tomasz Pauszek                                      | Syntharsis                  | 2001        | Audio Anatomy                 | [ 7 ] [ 8 ] [ 9 ]                  |
| Tomasz Pauszek & Remote Spaces                      | Ypsilon Project             | 2003        | Audio Anatomy                 | [ 10 ] [ 11 ] [ 12 ]               |
| Tomasz Pauszek                                      | 5 Past Future               | 2006        | Audio Anatomy                 | [ 13 ] [ 14 ]                      |
| Tomasz Pauszek                                      | X-Space Odyssey             | 2009        | Audio Anatomy                 | [ 15 ] [ 16 ]                      |
| Tomasz Pauszek                                      | Music For Subway            | 2012        | Audio Anatomy                 | [ 17 ] [ 18 ] [ 19 ]               |
| Tomasz Pauszek                                      | The Four Elements           | 2014        | Audio Anatomy                 | [ 20 ] [ 21 ] [ 22 ]               |
| Tomasz Pauszek                                      | LO-FI LO-VE                 | 2017        | Audio Anatomy                 | [ 3 ] [ 23 ] [ 24 ]                |
| Przemysław Rudź & Tomasz Pauszek                    | Panta Rhei                  | 2018        | Audio Anatomy                 | [ 25 ] [ 26 ] [ 27 ]               |
| Tomasz Pauszek                                      | 20 Years Live               | 2019        | Audio Anatomy                 | [ 28 ] [ 29 ] [ 30 ]               |
| Przemysław Rudź & Tomasz Pauszek & Wiktor Niedzicki | Panta Rhei II               | 2020        | Audio Anatomy                 | [ 31 ] [ 32 ] [ 33 ] [ 34 ] [ 35 ] |
| Tomasz Pauszek                                      | LEM – The Tales From Beside | 2023        | BNB Records / Stalker Records | [ 36 ] [ 37 ] [ 38 ] [ 39 ]        |

## Współpraca z innymi artystami
Od początku działalności artystycznej współpracował z wieloma uznanymi artystami. Wśród polskich artystów znaleźli się m.in. Józef Skrzek, Władysław Komendarek, Janusz Grzywacz, Wojciech Konikiewicz, Krzysztof Duda, Przemysław Rudź, Łukasz Pawlak, Remote Spaces (Krzysztof Horn, Konrad Jakrzewski), Gushito, Pawbeats, Meeting By Chance, Konrad Kucz czy Arkadiusz Reikowski.
Nawiązał również współpracę z artystami zagranicznymi, takimi jak Dickson Dee, Thibault Cohade czy ISAN (Antony Ryan, Robin Saville).

## Nagrody i wyróżnienia
- 2004: I nagroda w konkursie festiwalu Warsaw Electronic Festival[45]
- 2018: Big Red Button – nagroda przyznawana przez czasopismo „HighFidelity”[46][47]
- 2018: Best Recording 2018 – nagroda za najlepiej nagrany album 2018 roku, przyznawana przez czasopismo „HighFidelity”[48]

## Najważniejsze koncerty
- 2001: SYNTHARSIS LIVE – trasa koncertowa promująca album Syntharsis[49][50]
- 2002: CYBERNETIC HISTORY OF THE WORLD (Bydgoszcz) – koncerty plenerowy z wykorzystaniem najnowszej techniki oświetlenia scenicznego, laserów oraz pirotechniki. W koncertach udział wzięli tancerze, aktorzy teatru pantomimy Dar i członkowie Bractwa Rycerskiego[51][52]
- 2004: EUROPA (Bydgoszcz, Stary Rynek) – koncert z okazji obchodów przystąpienia Polski do Unii Europejskiej[53][54], z wykorzystaniem świateł, laserów, pirotechniki i telebimów. W przedsięwzięciu udział wzięli także zaproszeni muzycy, tancerze oraz Chór Kameralny Akademii Muzycznej w Bydgoszczy pod dyrekcją Janusza Staneckiego.
- 2006: LIVE FROM ZACHĘTA (Warszawa, Zachęta Narodowa Galeria Sztuki) – koncert promujący płytę 5 Past Future[55]
- 2006: LIVE FROM MÓZG (Bydgoszcz, Klub Mózg) – koncert promujący płytę 5 Past Future[56]
- 2010: MUSIC OF THE STARS AND UNIVERSE (Warszawa, Zachęta Narodowa Galeria Sztuki) – koncert promujący album X-Space Odyssey dedykowany Arthurowi C. Clarke`owi.[57]
- 2010: PLUM! FESTIVAL (Sopot, Molo) - Koncert na sopockim Molo podczas festiwalu muzyki elektronicznej Plum! Festival.
- 2012: SYMPHONY FOR ANALOGUES (Pruszcz Gdański, OKSiR) – koncert poświęcony pamięci Czesława Niemena[58][59][60], promujący album Music For Subway.
- 2018: LO-FI LI-VE (Warszawa – Klub Riviera-Remont[61][62][63], Cekcyn – CEMF Festiwal[64][65][66]) – cykl koncertów promujących album LO-FI LO-VE
- 2019: 20 YEARS LIVE TOUR (Bydgoszcz – MCK[41][67][68][69], Straszyn – Radio Toksyna FM[70][71], Grudziądz – Planetarium[72][73][74][75][76], Olsztyn – Planetarium[77][78][79], Warszawa – Planetarium Niebo Kopernika[80][81][82]) – trasa koncertowa z okazji jubileuszu 20-lecia pracy artystycznej.
- 2019: COPERNICANUM (Bydgoszcz - Aula Copernicanum) - Koncert roboczo nazwany Moogplugged, wykonany wyłącznie na instrumentach elektronicznych firmy Moog.
- 2021: HEVELIANUM (Gdańsk[83][84][85]) - Koncert plenerowy w ramach United Arts Festival, w towarzystwie takich artystów jak: Tangerine Dream czy Marek Biliński.
- 2021: IN PERSON VIRTUAL (Bydgoszcz[86][87][88], Nidzica[89][90][91], Olsztyn[92][93][94][95][96]) – trasa koncertowa z okazji Roku Stanisława Lema i jubileuszu 100-lecia urodzin tego pisarza.
- 2021: LIQUID SOUND - THE WATER CONCERT (Bad Schandau - Niemcy[97][98]) - pierwszy zagraniczny koncert Tomasza Pauszka, w wyjątkowym miejscu, na basenach termalny, z wykorzystaniem unikalnego nagłośnienia 360 stopni, oraz sytemu odsłuchu muzyki pod wodą.
- 2023 - 2024: PLANETARIUM TOUR (Grudziądz, Olsztyn, Warszawa[99], Chorzów, Toruń, Ostrawa) - Trasa koncertowa po polskich i europejskich planetariach, z okazji Roku Kopernikańskiego oraz 25-lecia działalności artystycznej artysty.
- 2024: THE SUNSET CONCERT (Brodnica[100]) - plenerowy koncert o zachodzie słońca, z okazji Dni Brodnicy, z wyjątkowym pokazem multimedialnym i laserowym.
- 2024: THE TALES FROM BESIDE – VIENNA (Wiedeń, Austria) - kolejny zagraniczny koncert Tomasza Pauszka, tym razem w planetarium w Wiedniu.[101]

## Pokazy multimedialne
- 2003: Żywioły sportu – otwarcie Młodzieżowych Mistrzostw Europy w Lekkoatletyce 2003[102]
- 2004: SPAR – otwarcie Pucharu Europy w Lekkoatletyce 2004[103]